# Kuwurejo (Kutoarjo)
Kuwurejo is een bestuurslaag in het regentschap Purworejo van de provincie Midden-Java, Indonesië. Kuwurejo telt 1215 inwoners (volkstelling 2010).